# Прибыльский, Евгений Ксенофонтович
Евге́ний Ксенофо́нтович Прибыльский (1841—1915) — многолетний чиновник Сената, сенатор.

## Биография
Из потомственных дворян Калужской губернии.
По окончании Императорского училища правоведения в 1862 году, начал службу во 2-м отделении 5-го департамента Сената младшим помощником секретаря. Служил в Сенате в течение тридцати восьми лет, последовательно занимая должности: секретаря 1-го отделения 3-го департамента, старшего секретаря, обер-секретаря, чиновника за обер-прокурорским столом, и.о. обер-прокурора 1-го отделения 3-го и 4-го департаментов Сената, заведующего делами 2-го общего собрания, и.о. обер-прокурора межевого департамента, товарища обер-прокурора 4-го департамента, члена консультации при Министерстве юстиции, и.о. обер-прокурора 3-го и судебного департаментов. Дослужился до чина тайного советника (1899).
В 1900 году был назначен сенатором, присутствующим в гражданском кассационном департаменте Сената. Затем присутствовал в 1-м департаменте.
За время государственной службы пять раз исполнял обязанности герольда: в 1880 году при погребении тела императрицы Марии Александровны; в 1881 при погребении тела Александра II; в 1883 при короновании императора Александра Александровича и императрицы Марии Федоровны; в 1894 при погребении тела Александра III; в 1896 при короновании императора Николая Александровича и императрицы Александры Федоровны.
Скончался в 1915 году. Похоронен на Новодевичьем кладбище Санкт-Петербурга. Был женат на Александре Михайловне Гинтовт (род. 1841), урожденной Шепелевой.

## Награды
- Высочайший подарок (1881);
- Бриллиантовый перстень (1883);
- Орден Святого Станислава 1-й ст. (1891);
- Орден Святой Анны 1-й ст. (1896);
- Высочайший подарок (1896);
- Орден Святого Владимира 2-й ст. (1907);
- Орден Белого Орла (1911);
- Высочайшая благодарность (1912);
- Высочайшая благодарность (1913);
- Подарок с вензелевым изображением Высочайшего имени (1913).

- медаль «В память коронации императора Александра III» (1883)
- медаль «В память царствования императора Александра III» (1896)
- медаль «В память коронации Императора Николая II» (1896)
- медаль «В память 300-летия царствования дома Романовых» (1913)